# Iglesia de Santa María Salomé
La Iglesia de Santa María Salomé (Igrexa de Santa María Salomé) es un templo católico originalmente construido en el siglo XII en Santiago de Compostela, España. Se dice que es la única iglesia parroquial dedicada a Santa Salomé, madre de Santiago el Mayor.

## Descripción
La iglesia fue originalmente construida bajo el impulso del obispo Diego Gelmírez (primer tercio del XII). De esa época existen aún algunos vestigios, como el pórtico románico, en cuya decoración destaca una imagen de la Adoración de los pastores. Del periodo gótico destacan principalmente dos capillas situadas junto a la nave principal. La primera de estas capillas, está dedicada a la Virgen María. Según el investigador Caamaño, sus fundadores y patrocinadores fueron Lope de Losada y Teresa Gómez Mosquera — hay registros del acuerdo entre Doña Teresa y Sadornín Fernández sobre ciertos detalles sobre la capilla, datados el 2 de mayo de 1578. La capilla contigua es de la misma época y, como la de Nuestra Señora, es de planta rectangular y bóveda alzada sobre ménsulas, con cinco llaves y el mismo tipo de arco de acceso. Ligeramente posterior, el alpendre fue construido a inicios del XVI. El atrio tiene un arco gótico al frente y arcos de medio punto en los lados. Cabe destacar que este pórtico cuenta con una de las tres esculturas existentes en Compostela de la Virgen María en estado de gestación, siendo las otras dos la imagen de la Virgen de la O del Monasterio de San Pelayo de Antealtares y la talla de Nuestra Señora de la Preñada del Museo Catedralicio.
Además de la profusión de detalles propios de la devoción mariana, los estudiosos citan también como elemento interesante en la iglesia la torre barroca, finalizada en el XVIII. A causa de sus trazos vigorosos, en el decir de Ramón Otero Pedrayo, la Iglesia de Santa María Salomé fue «comparada a una moza garrida y piadosa en un paseo de damas aristocráticas.»